# Ahol a folyami rákok énekelnek (film)
Az Ahol a folyami rákok énekelnek (eredeti cím: Where the Crawdads Sing) 2022-es amerikai bűnügyi thriller, amely Delia Owens 2018-ban megjelent azonos című regénye alapján készült. A filmet Olivia Newman rendezte Lucy Alibar forgatókönyve alapján, producerei Reese Witherspoon és Lauren Neustadter, főszerepben Daisy Edgar-Jones, Taylor John Smith, Harris Dickinson, Michael Hyatt, Sterling Macer, Jr. és David Strathairn látható. 
A filmet az Egyesült Államokban 2022. július 15-én mutatta be a Sony Pictures Releasing a Columbia Pictures égisze alatt, Magyarországon augusztus 18-án jelent meg az InterCom Zrt. forgalmazásában. Általánosságban vegyes véleményeket kapott a kritikusoktól, akik dicsérték Edgar-Jones alakítását és az operatőri munkát, de a film hangvételét összefüggéstelennek találták. A közönség fogadtatása kedvezőbb volt, és a film kasszasiker lett; világszerte 106 millió dolláros bevételt hozott 24 millió dolláros költségvetésből.

## Cselekmény
Egy délvidéki mocsaras vidéken magányosan felnőtt amerikai nő gyanúsítottá válik egy férfi meggyilkolásának ügyében, akivel egykor kapcsolatban állt.

## Szereplők
| Szerep                 | Színész              | Magyar hang            |
| ---------------------- | -------------------- | ---------------------- |
| Catherine "Kya" Clark  | Daisy Edgar-Jones    | Nagy Katica            |
| Catherine "Kya" Clark  | Jojo Regina (gyerek) | Bak Julianna           |
| Tate Walker            | Taylor John Smith    | Hajdu Tibor            |
| Chase Andrews          | Harris Dickinson     | L. Nagy Attila         |
| Mabel Madison          | Michael Hyatt        | Sági Tímea             |
| James "Jumpin" Madison | Sterling Macer Jr.   | Rába Roland            |
| Tom Milton             | David Strathairn     | Máté Gábor             |
| "Papa" Clark           | Garret Dillahunt     | Horváth-Töreki Gergely |
| "Mama" Clark           | Ahna O'Reilly        | Balsai Móni            |
| "Jodie" Clark          | Logan Macrae         | Hamvas Dániel          |
| "Jodie" Clark          | Will Bundon (gyerek) | Kerekes Máté           |
| Jackson seriff         | Bill Kelly           | Faragó András          |
| Joe Purdue             | Jayson Warner Smith  | Végh Péter             |
| Eric Chastain          | Eric Ladin           | Karácsonyi Zoltán      |

## A film készítése
2021. január 25-én jelentették be, hogy Taylor John Smith és Harris Dickinson Daisy Edgar-Jones mellett szerepelnek Delia Owens Ahol a folyami rákok énekelnek című bestseller regényének filmadaptációjában, amelyet a Hello Sunshine és a 3000 Pictures készít a Sony Pictures számára. Olivia Newmant ezután szerződtették a Lucy Alibar által írt forgatókönyv rendezésére. 2021 márciusában David Strathairn és Jayson Warner Smith is csatlakozott a szereplőgárdához. 2021 áprilisában Garret Dillahunt, Michael Hyatt, Ahna O'Reilly, Sterling Macer Jr. és Jojo Regina is csatlakozott a stábhoz, 2021 júniusában pedig Eric Ladin is szerepet kapott a filmben.
A forgatás 2021. március 30. és június 28. között zajlott New Orleansban és Houmában.

## Bemutató
A film világpremierje 2022. július 11-én volt a New York-i Museum of Modern Artban, az Egyesült Államokban és Kanadában pedig 2022. július 15-én mutatták be. Korábban 2022. június 24-re tervezték, mielőtt 2022. július 22-re halasztották volna, majd egy héttel előbbre, július 15-re csúsztatták. Az Egyesült Királyságban 2022. július 22-én jelent meg.